# Тони Тедески
Тони Тедески (англ. Tony Tedeschi, настоящее имя — Питер Винсент Яннотти (англ. Peter Vincent Iannotti), род. 11 апреля 1964 г.) — американский порноактёр, член зала славы AVN, лауреат премии AVN Awards.

## Биография
Родился 11 апреля 1964 года в Провиденсе, Род-Айленд, США. Там же работал диджеем в стриптиз-клубе Foxy Lady, где и был замечен Бритт Морган, выступавшей там в то время. В 1990 году снялся вместе с ней в своих первых сценах.
За свою карьеру с 1990 по 2012 г. снялся более чем в 1400 фильмах и выступил сорежиссёром для одного фильма (Late Night Sessions With Tony Tedeschi, совместно с Бадом Ли) в 2004 году.
Сотрудничал с такими студиями, как Adam & Eve, Anabolic, Caballero Home Video, Coast to Coast, Dreamland Video, Elegant Angel, Evil Angel, Heatwave, Hustler Video, Kickass Pictures, Legend Video, Leisure Time Entertainment и многие другие.

## Премии
Выиграл ряд премий AVN Awards:
- 1993 лучший актёр второго плана — видео за Smeers[4]
- 1997 лучший актёр второго плана — видео за Silver Screen Confidential[5]
- 1997 лучший актёр второго плана — фильм за The Show[5]
- 1997 лучшая групповая сцена — фильм вместе с Кристи Кэнион, Винсом Войером и Стивеном Сент-Круа за The Show[5]
- 1999 лучшая анальная сцена — фильм вместе с Хлоей и Стивом Хатчером за The Kiss[6]

В 2003 году включён в зал славы AVN.

## Личная жизнь
С 1993 по 1994 год состоял в браке с Тиной Тайлер.